# Storbritanniens Grand Prix 1957

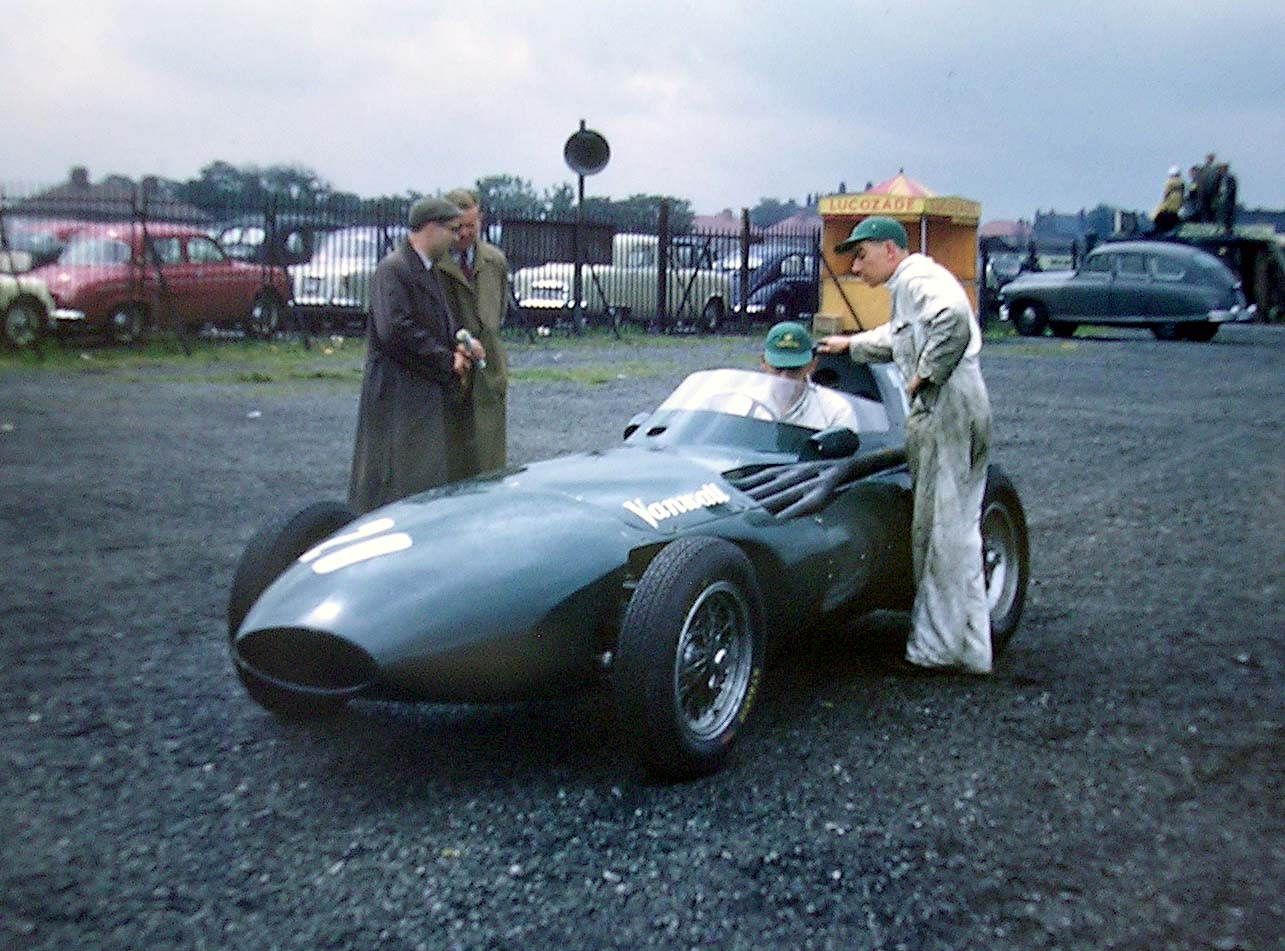
Vinnarbilen strax före start.

Storbritanniens Grand Prix 1957 var det femte av åtta lopp ingående i formel 1-VM 1957.  

## Resultat
- 1 Tony Brooks, Vanwall[1], 4
- = Stirling Moss, Vanwall[1], 4+1 poäng
- 2 Luigi Musso, Ferrari, 6
- 3 Mike Hawthorn, Ferrari, 4
- 4 Maurice Trintignant, Ferrari[3], 3
- 5 Roy Salvadori, Cooper-Climax, 2
- 6 Bob Gerard, Bob Gerard (Cooper-Bristol)
- 7 Stuart Lewis-Evans, Vanwall
- 8 Ivor Bueb, Gilby Engineering (Maserati)

### Förare som bröt loppet
- Jack Brabham, R R C Walker (Cooper-Climax) (varv 74, koppling)
- Jean Behra, Maserati (69, koppling)
- Peter Collins, Ferrari[4] (53, vattenläcka)
- Tony Brooks, Vanwall[2] (51, motor)
- Juan Manuel Fangio, Maserati (49, motor)
- Jack Fairman, BRM (46, motor)
- Les Leston, BRM (44, motor)
- Harry Schell, Maserati (39, vattenpump)
- Carlos Menditéguy, Maserati (35, transmission)
- Joakim Bonnier, Jo Bonnier (Maserati) (18, växellåda)

### Förare som ej startade
- Horace Gould, Gould's Garage (Maserati)